# إدمن شاهبازيان
إدمن شاهبازيان (بالإنجليزية: Edmen Shahbazyan؛ مواليد 20 نوفمبر 1997) هو مُقاتل فنون قتالية مختلطة أمريكي.

## وصلات خارجية
- إدمن شاهبازيان على موقع يو إف سي (الإنجليزية)
- إدمن شاهبازيان على موقع شيردوغ (الإنجليزية)
- إدمن شاهبازيان على موقع Tapology.com (الإنجليزية)
- إدمن شاهبازيان على موقع IMDb (الإنجليزية)